# Draaipunt (scheepvaart)
Het draaipunt van een schip is het punt waarrond een schip draait. Het gedeelte voor het draaipunt, het voorschip, draait naar de kant waarnaar de draaiing is ingezet en gedeelte achter het draaipunt draait in de tegengestelde richting. Dit punt ligt ook altijd in het vlak van de kiel en de steven. Dit punt is een zeer belangrijk gegeven voor de bemanning van het schip om te weten hoe hard het schip eventueel zou kunnen doorzwaaien.

## Verplaatsing van het draaipunt

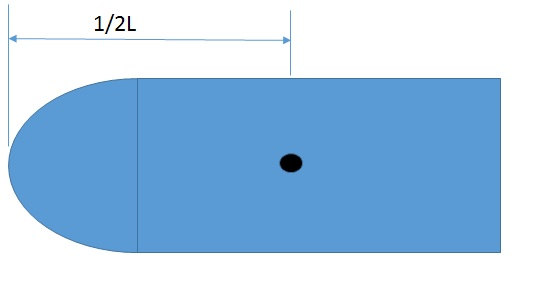
draaipunt van een schip zonder vaart

Bij een stilliggend schip en waar het schip ook geen trim heeft zal het draaipunt zich altijd ongeveer in het midden van het schip bevinden (ongeveer samen met het zwaartepunt van het schip).

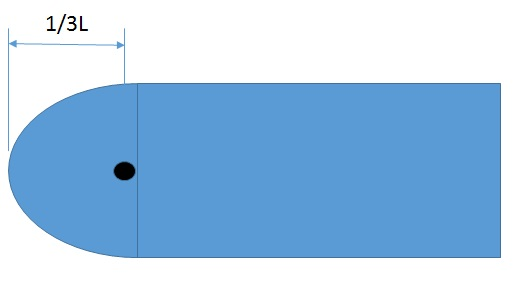
draaipunt van een schip bij vaart vooruit

Bij vaart vooruit zal het draaipunt van het schip naar voren schuiven. Hoe meer vaart het schip zal lopen, hoe meer het draaipunt naar voor zal schuiven met een maximum tot 1/3 L à 1/4 L van de boeg. Dit wil dus zeggen dat het draaipunt zich verplaatst weg van het zwaartepunt. Als het schip een constante vaarsnelheid/hoeksnelheid krijgt, zal het draaipunt ook weer een vast punt worden. 
Bij vaart achteruit gebeurt net het omgekeerde. Door vaart achteruit te maken zal het draaipunt naar achteren verschuiven, weg van het zwaartepunt. Het draaipunt zal ook hier ook tot een maximum van 1/3 L à 1/4 L van het achterschip verschuiven. In dit geval zal het voorschip sneller draaien dan het achterschip. 

## Factoren die de positie van het draaipunt beïnvloeden

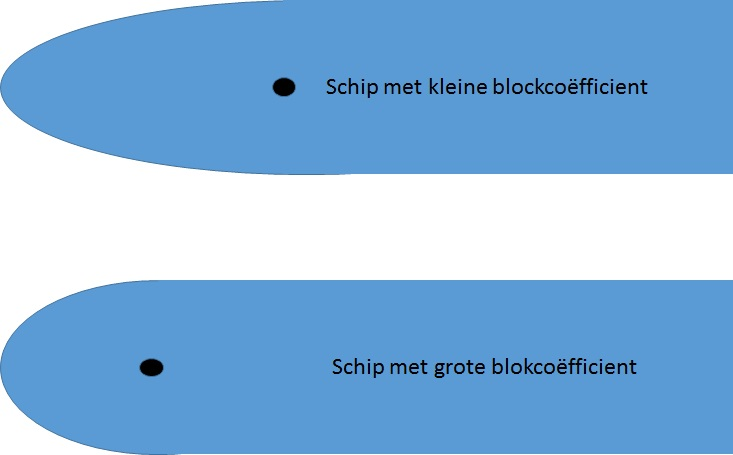
Vergelijking van schepen met grote (tanker) en kleine (container) blockcoëfficient

Niet elk schip heeft een zelfde rompvorm dus verschilt de weerstand van de boeg van schip tot schip. Dit wil zeggen dat een schip met een bredere vorm en dus een grotere weerstand heeft aan de boeg, het draaipunt meer naar voren zal liggen. Als we even een vergelijking maken met een containerschip en een tanker merken we dat de blockcoëfficient van een tanker groter is en dus een grotere weerstand door het water heeft. Met andere woorden, het draaipunt van een tanker zal dus verder naar voren liggen dan dat van een containerschip. Hierdoor zal de tanker een kleinere draaicirkel en een snellere draaisnelheid hebben. Langs de andere kant zal het ook zeer moeilijk zijn om een draaiing van een tanker te stoppen omdat er een groter koppel opgewekt wordt door de laterale weerstand aan de boeg. Desalniettemin zal de transfer en tactical diameter van de beide schepen hetzelfde zijn.